# Brezjnevdoctrine

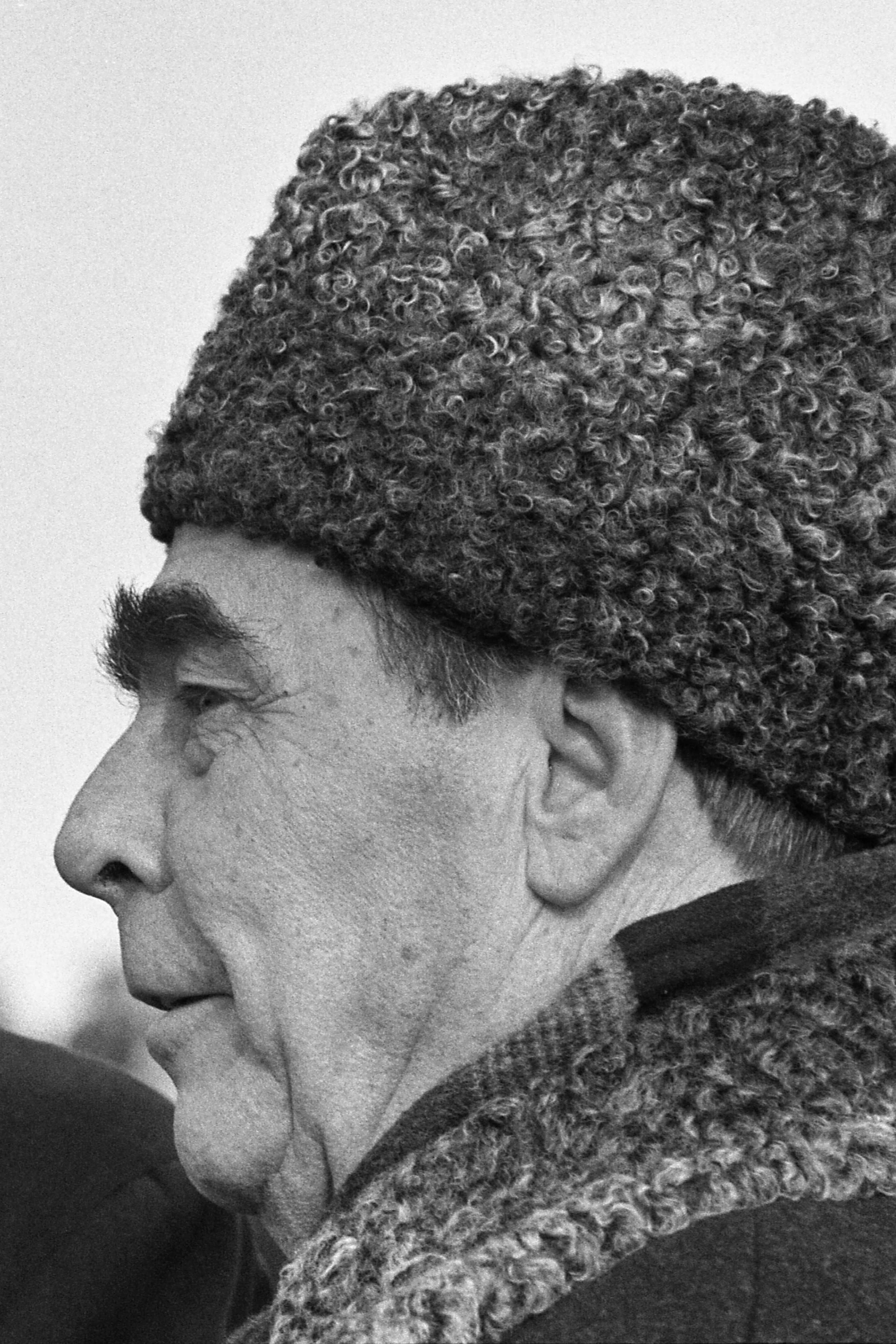
Leonid Brezjnev

De brezjnevdoctrine (Russisch: Доктрина Брежнева, Oekraïens: Доктрина Брежнєва) was een politieke doctrine die werd opgesteld door Leonid Brezjnev tijdens een rede op het Vijfde Congres van de Poolse Communistische Partij, op 13 november 1968. Deze doctrine kwam op het volgende neer: Wanneer krachten die vijandig zijn aan het socialisme een socialistisch land naar het kapitalisme willen brengen, wordt het niet alleen een probleem voor het betrokken land, maar van alle socialistische landen, oftewel broederlijke solidariteit is belangrijker dan nationale soevereiniteit.
Deze doctrine was de tegenhanger van de trumandoctrine, opgesteld door Harry S. Truman, president van de Verenigde Staten.
In de doctrine was echter vervat dat de leiding van de Sovjet-Unie kon uitmaken welk land nu juist socialistisch of kapitalistisch was. Dit betekende dus in praktijk dat het geen enkel land was toegestaan om het Warschaupact te verlaten, of om de greep van de Communistische Partij van dat land op de plaatselijke politiek te doen verslappen. De doctrine werd gebruikt om de invasie in Tsjechoslowakije in 1968, tijdens de zogenaamde Praagse Lente te wettigen, en werd nog eens aangehaald als verantwoording voor de invasie van Afghanistan in 1979. 
In 1988 werd de doctrine afgeschaft door Michail Gorbatsjov. Toen bleek wel hoe noodzakelijk deze doctrine was geweest om 'de boel bij elkaar te houden', want in het jaar daarop kwam in Oost-Europa het ene regime na het andere ten val, met als hoogtepunt de val van de Berlijnse Muur op 9 november 1989. In 1990 ging de DDR op in de Bondsrepubliek Duitsland en in 1991 viel de Sovjet-Unie uit elkaar.